# Master (bière)
Pour les articles homonymes, voir Master.
 (mai 2021).
Si vous disposez d'ouvrages ou d'articles de référence ou si vous connaissez des sites web de qualité traitant du thème abordé ici, merci de compléter l'article en donnant les références utiles à sa vérifiabilité et en les liant à la section « Notes et références ».
La Master est une marque de bière produite par la compagnie Pilsner Urquell. Elle est produite en deux variétés sombres, complétant la gamme des bières blondes.

## Master semi-dark
Elle titre 5 % de volume d'alcool et est brassée avec du houblon de Žatec. Le malt utilisé lui donne une couleur rousse et un goût malté, voire caramélisé.

## Master dark
Avec 7 % de volume d'alcool, elle est plus forte et plus amère que la précédente, et sa robe est brune.